# CDs e Livros
" CDs e Livros" é o primeiro single da dupla Thaeme & Thiago do álbum Novos Tempos - Ao Vivo. A música "CDs e Livros" é um arrocha mais leve e já fora gravada por algumas bandas do nordeste, dentre elas Aviões do Forró e Asas Livres, além dos cantores Léo Magalhães e Tânia Mara. Agora é importada para o sertanejo nas vozes de Thaeme e Thiago. A dupla também lançou um Web clipe para divulgação.

## Lista de faixas
| Download digital |                |         |  |
| N.º              | Título         | Duração |  |
| 1.               | "CDs e Livros" | 3:23    |  |

## Desempenho nas tabelas musicais
| Tabela musical (2014)                     | Melhor posição |
| ----------------------------------------- | -------------- |
| Brasil - Billboard Brasil Hot 100 Airplay | 8              |